# Fernandel
Fernand Joseph Désiré Contandin, nghệ danh Fernandel, sinh ngày 8 tháng 5 năm 1903 tại Marseille, từ trần ngày 26 tháng 2 năm 1971 tại Paris, là một diễn viên, ca sĩ và đạo diễn người Pháp.
Ông là một trong những ngôi sao điện ảnh lớn của Pháp, rất được ưa chuộng trong nhiều thập niên, đã thu hút hơn 200 triệu lượt khán giả mua vé xem các phim do ông diễn xuất. Là một diễn viên hài nổi bật từ trước và sau Chiến tranh thế giới thứ hai, nhiều phim do ông diễn xuất đã trở thành những phim hài cổ điển, như Le Schpountz, L'Auberge rouge, Ali Baba et les Quarante voleurs hoặc La Cuisine au beurre. Ông cũng rất thành công trong những phim bi hài, chẳng hạn như các phim La Vache et le Prisonnier, Naïs hoặc Heureux qui comme Ulysse. Ngoài ra, Fernandel cũng là một ca sĩ được ưa chuộng, với những bài hát cổ điển như Félicie aussi, Ignace hoặc Le Tango corse.
Với biệt danh "mõm ngựa" (gueule de cheval) như ông thường tự nhận, Fernandel khá nổi tiếng ở trong cũng như ngoài nước Pháp, đến nỗi tổng thống Charles de Gaulle trong một buổi tiếp tân tại điện Élysée ngày 3 tháng 5 năm 1968 đã từng nói rằng Fernandel là một người Pháp duy nhất trên thế giới mà nổi tiếng hơn ông ấy.

## Cuộc đời và Sự nghiệp
Fernand-Joseph-Désiré Contandin sinh tại số nhà 72, đại lộ Chave ở Marseille, là con thứ hai của Denis Contandin, một nhân viên kế toán và là diễn viên kiêm ca sĩ nghiệp dư, dưới bí danh Sined (viết ngược của Denis) và bà Désirée Bédouin, cũng là một nữ diễn viên nghiệp dư. Fernandel có một người anh là Auguste-Marcel lớn hơn ông 6 tuổi, một em trai Francis nghệ danh Fransined kém ông 11 tuổi, và một em gái.
Fernandel thường theo bố khi ông tổ chức các buổi ca hát ở khu ngoại ô thành phố Marseille. Khi tham dự một cuộc thi dành cho các ca sĩ nhí tại nhà hát Châtelet của Marseille, Fernandel đã đoạt giải nhất . Khi lớn lên Fernandel thường hát trong những đám cưới, đám tiệc, quán cà-phê nhạc và nhà hát Odéon ở Marseille.
Ngày 7.12.1928, Fernandel lên Paris trình diễn ca nhạc và tạp kỹ ở phòng biểu diễn Bobino (số 20, phố Gaîté, quận 14). Năm 1930 đạo diễn Marc Allégret cho Fernandel đóng một vai phụ - vai người phục vụ - trong phim Le Blanc et le Noir do ông đạo diễn và Sacha Guitry viết kịch bản. Sự nghiệp điện ảnh của Fernandel bắt đầu từ năm này.
Năm 1931 Jean Renoir cho Fernandel đóng một vai quan trọng hơn bên cạnh diễn viên Michel Simon trong phim On purge bébé, phỏng theo vở kịch cùng tên của Georges Feydeau. Năm 1932, lần đầu tiên Fernandel được mời đóng một vai chính trong phim Le Rosier de madame Husson của đạo diễn Dominique Bernard-Deschamps, phỏng theo một truyện của nhà văn Guy de Maupassant, trong đó ông đóng vai một chàng trai trẻ khờ khạo. 

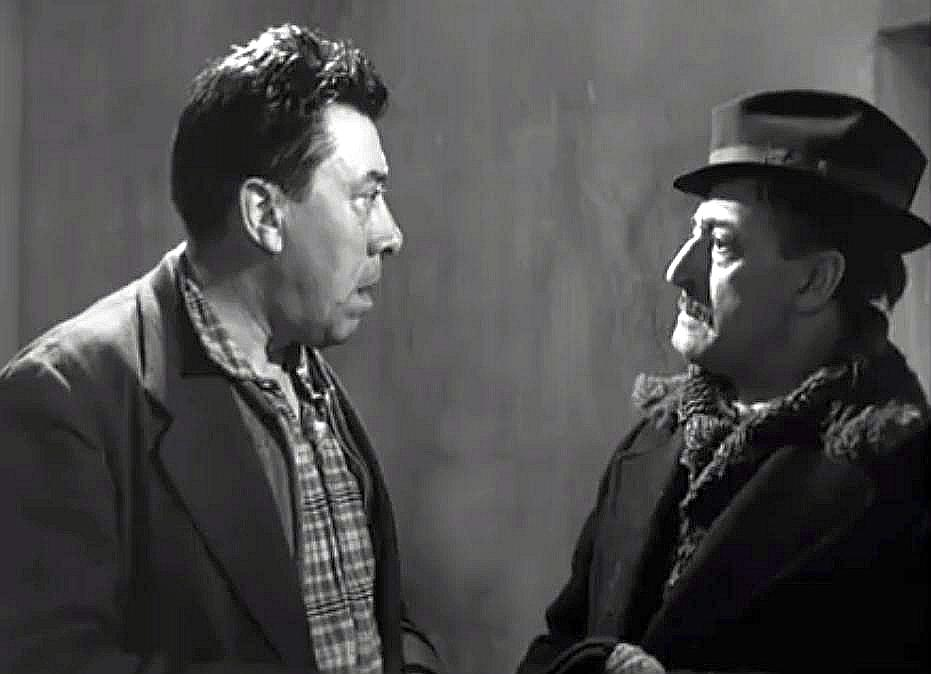
Fernandel và Totò trong phim La loi, c'est la loi (1958)

Từ đó, Fernandel rất thành công trong các phim như Un de la légion và François Ier (1936) của đạo dễn Christian-Jaque, nhất là các phim của Marcel Pagnol như Angèle (1934), Regain (1937), Le Schpountz (1938), La Fille du puisatier (1940) và Topaze (1951).
Mặc dù thành công trong lĩnh vực điện ảnh, Fernandel vẫn tiếp tục sự nghiệp ca hát. Ông đã trình diễn trong nhiều vở nhạc kịch, sau đó được chuyển thể thành phim. Một số bài hát do ông biểu diễn đã rất được khán thính giả yêu thích như bài Ignace, Simplet hoặc Félicie aussi.
Năm 1937, Fernandel đăng từng kỳ hồi ký của mình trên nhật báo cộng sản Ce soir.
Năm 1939, sau khi Pháp tuyên bố chiến tranh với Đức, Fernandel được động viên vào phục vụ ở đại đội "Vận tải đường sắt" số 15, đồn trú ở Marseille trong thời gian Cuộc chiến tranh kỳ quặc, và được xuất ngũ sau khi ký Hiệp định đình chiến.

### Don Camillo
Những phim do Fernandel diễn xuất trong thập niên 1940 do hãng phim Continental-Films sản xuất không có gì nổi bật. Cũng như những nghệ sĩ Pháp khác trong thời Đức chiếm đóng, Fernandel tiếp tục ca hát ở các quán rượu, trình diễn ở Opéra de Vichy, ở Casino des Fleurs của Vichy và hát trên đài Radio Paris. Trong thập niên 1950, Fernandel lại thành công trong các vai diễn ở những phim như L'Auberge rouge (1951) của đạo diễn Claude Autant-Lara, phim Ali Baba et les Quarante voleurs (1954) của đạo diễn Jacques Becker và phim La Vache et le Prisonnier của đạo diễn Henri Verneuil (1959).
Nhưng Fernandel thành công nhất trong loạt phim Don Camillo gồm 6 phim, chuyển thể từ tác phẩm của nhà văn Ý Giovannino Guareschi, mô tả vị linh mục và ông lý trưởng theo chủ nghĩa cộng sản của một làng quê nhỏ đấu tranh với nhau để dành ảnh hưởng và uy tín đối với dân làng. Fernandel đóng vai linh mục trong 5 phim đầu: Le Petit Monde de don Camillo (1951), Le Retour de don Camillo (1953), La Grande Bagarre de don Camillo (1955), Don Camillo Monseigneur (1961) và Don Camillo en Russie (1965). Phim cuối cùng mang tên Don Camillo et les Contestataires khởi quay từ năm 1970, nhưng chưa hoàn tất thì Fernandel bị bệnh ung thư phổi và qua đời trong năm 1971

### Các hoạt động khác
- Fernandel cũng làm đạo diễn các phim Simplet (1942), Adrien (1943) và phim Adhémar ou le Jouet de la fatalité, kịch bản của Sacha Guitry (1951).
- Năm 1963 Fernandel cùng với Jean Gabin thành lập hãng sản xuất phim Gafer[17]. Phim đầu tiên do hãng này sản xuất là L'Âge ingrat (1964) của đạo diễn Gilles Grangier[18].

## Đời tư
Fernandel kết hôn với Henriette Manse (1902-1984) - em gái của Jean Manse, một người bạn của ông và là người viết lời các ca khúc - vào ngày 4.4.1925, khi 22 tuổi. Họ có ba người con: Josette sinh năm 1926, Janine sinh năm 1930 và Franck Fernandel sinh năm 1935. Chính bà mẹ vợ là người đã gợi ra biệt hiệu "Fernandel", khi thấy chàng trai trẻ Fernand quấn quýt bên cô con gái của mình, bà đã cười và nói: "Fernand d'elle..." (Fernand của nàng). Câu này đã gây ấn tượng lớn với Fernand và chàng đã nhận làm nghệ danh của mình
. Tuy nhiên, tên Fernandel cũng có thể do tiếng vùng Provence, có nghĩa là "petit Fernand" (bé Fernand).

## Từ trần

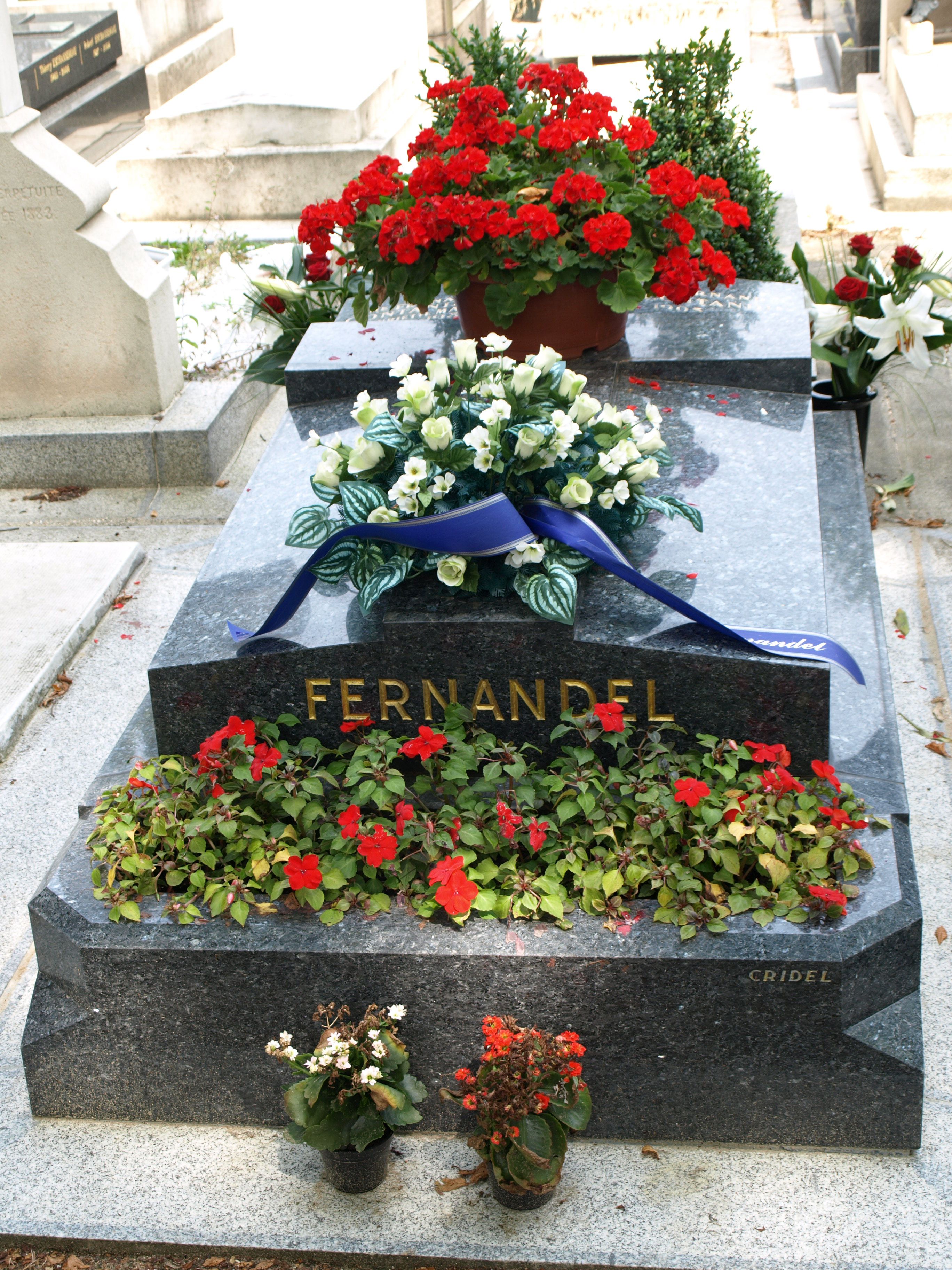
Mộ Fernandel tại Nghĩa trang Passy, Paris.

Fernandel bị bệnh ung thư phổi, qua đời ngày 26.2.1971 tại căn hộ riêng, số 44 avenue Foch à Paris và được an táng tại Nghĩa trang Passy, Paris.

## Các phim do Fernandel diễn xuất
Bài chính: fr:Filmographie de Fernandel (tiếng Pháp)
Cùng với Louis de Funès, Bourvil và Jean Gabin, Fernandel là một trong số nam diễn viên Pháp được nhiều khán giả ưa chuộng nhất, đã thu hút khoảng 202 triệu khán giả Pháp mua vé xem các phim do ông diễn xuất từ năm 1945 tới năm 1970. 
Dưới đây là danh mục một số phim của Fernandel:
| Năm  | Tên phim                           | Vai diễn                                                       | Đạo diễn                            |
| ---- | ---------------------------------- | -------------------------------------------------------------- | ----------------------------------- |
| 1931 | On purge bébé                      | Horace Truchet                                                 | Jean Renoir                         |
| 1931 | The Darling of Paris               | Ficelle                                                        | Augusto Genina                      |
| 1932 | Fun in the Barracks                | Vanderague                                                     | Maurice Tourneur                    |
| 1934 | Angèle                             | "Saturnin                                                      | Marcel Pagnol                       |
| 1937 | Harvest                            | "Urbain Gédémus                                                | Marcel Pagnol                       |
| 1938 | Ernest the Rebel                   | "Ernest Pic"                                                   | Christian-Jaque                     |
| 1938 | Hercule                            | Hercule Maffre                                                 | Alexander Esway                     |
| 1939 | Berlingot and Company              | François                                                       | Fernand Rivers                      |
| 1940 | La Fille du Puisatier              | "Félipe Rambert                                                | Marcel Pagnol                       |
| 1945 | Nais                               | "Toine"                                                        | Marcel Pagnol và Raymond Leboursier |
| 1951 | Boniface somnambule                | "Victor Boniface"                                              | Maurice Labro                       |
| 1951 | The Red Inn                        | "The Monk"                                                     | Claude Autant-Lara                  |
| 1951 | I'm in the Revue                   | "Fernand, the painter"                                         | Mario Soldati                       |
| 1951 | Le Petit Monde de Don Camillo      | Don Camillo                                                    | Julien Duvivier                     |
| 1952 | Forbidden Fruit                    | Doctor Charles Pellegrin                                       | Henri Verneuil                      |
| 1952 | The Return of Don Camillo          | Don Camillo                                                    | Julien Duvivier                     |
| 1953 | Mam'zelle Nitouche                 | Célestin Floridor                                              | Yves Allégret                       |
| 1953 | Le boulanger de Valorgne           | "Félicien Hébrard"                                             | Henri Verneuil                      |
| 1954 | The Sheep Has Five Legs            | Alain/ Désiré/ Étienne/ Bernard/Charles/Édouard (their father) | Henri Verneuil                      |
| 1956 | Around the World in 80 Days        | cameo appearance as a coachman in Paris                        | Michael Anderson                    |
| 1956 | The Man in the Raincoat            | Albert Constantin                                              | Julien Duvivier                     |
| 1956 | The Virtuous Bigamist              | Paul Verdier                                                   | Mario Soldati                       |
| 1956 | Don Juan                           | "Sganarel" (người hầu của Don Juan)                            | John Berry                          |
| 1957 | Paris Holiday                      | Fernydel                                                       | Gerd Oswald                         |
| 1957 | The Law Is the Law                 | Ferdinand Pastorelli                                           | Christian-Jaque                     |
| 1958 | La Vie à deux                      | Marcel Gaboufigue" (Marguerite's husband)                      | Clément Duhour                      |
| 1959 | La Vache et le Prisonnier          | Charles Bailly                                                 | Henri Verneuil                      |
| 1961 | The Last Judgement                 | the widower                                                    | Vittorio De Sica                    |
| 1962 | Le Diable et les Dix Commandements | Father Gilbert                                                 | Julien Duvivier                     |
| 1963 | fr                                 | Fernand Jouvin                                                 | Gilles Grangier                     |
| 1965 | Don Camillo in Moscow              | Don Camillo                                                    | Luigi Comencini                     |

## Danh mục đĩa thu âm của Fernandel
Bài chính: fr:Discographie de Fernandel (tiếng Pháp)
Dưới đây là danh mục một số đĩa thu âm của Fernandel:
Polydor Records
- 521887: Moi, je vais au cinéma
- 521940: La Rue de la manutention
- 522012: Folatrerie
- 522022: Fibremol fait des fredaines
- 522101: Cunégonde
- 522165: Maintenant je sais c'que c'est - Quand ça me prend
- 522166: Le Père la Puce
- 522246: Aventure galante
- 522247: Bridou au cinéma - A cause du bilboquet
- 522248: Ne te plains pas

Odeon Records
- 166768: Celle à qui je plais - Milliardaire
- 166803: J'ai des tout petits besoins
- 166818: C'est dans la ma-ma - Dans la flotte
- 166867: Lui et moi
- 166869: Tiens, voilà Lafleur -Valse de Rosalie
- 166876: Quand on est obligeant - Faut tout prendre du bon côté
- 166961: Mimile et Totor

Columbia Records
- DF 1914: Ignace - Lequel des deux ?
- DF 1915: Quelle famille
- DF 1916: Pour être ordonnance
- DF 2034: Célestine - C'est la fête à Tante Aurore
- DF 2088: C'est toujours comme ça - Les Dégourdis
- DF 2119: Je vais au zoo avec Zizi
- DF 2220: Je te veux (avec Germaine Duclos)
- DF 2343: Scène de l'épicerie
- DF 2347: Barnabé - Ne me dis plus « tu »
- DF 2367: L'Amour incompris
- DF 2515: Si je jouais du trombone - Un dur, un vrai, un tatoué
- DF 2525: Ma créole - Ernestito
- DF 2526: C'est comme ça à Calcutta - Je suis une petite nature
- DF 2601: Pourquoi tu me vexes, Victor ? - La Chanson du forçat
- DF 2602: T'aimer une demi journée - Politesse
- DF 2616: Félicie aussi

Decca Records
- MB 8200: Alors ils l'ont fait - C'est un dur
- MB 8201: Nono et Nana - Sur le bout de la banquette
- 8202: La caissière du grand café - Elle a de la barbe
- 8203: Mon cœur saigne pour toi - Irma la voyante
- MB 20960: Le Schpountz
- MB 20755: Extraordinaire - De bas en haut
- MF 168: Je suis marqué par le destin
- MF 170: Dans la brousse
- 36025: Veillée mortuaire - Échangerais 5 pièces
- 36030: Timidité

## Giải thưởng và Vinh danh
- 1953: Bắc Đẩu Bội tinh hạng chevalier
- 1953: ordre national du Mérite hạng chevalier
- 1957: công dân danh dự thành phố Cassino (Ý)
- 1960: ordre des Arts et des Lettres hạng chevalier
- 1964: prix Orange du Festival de Cannes